# Hugo Ferdinand Simon

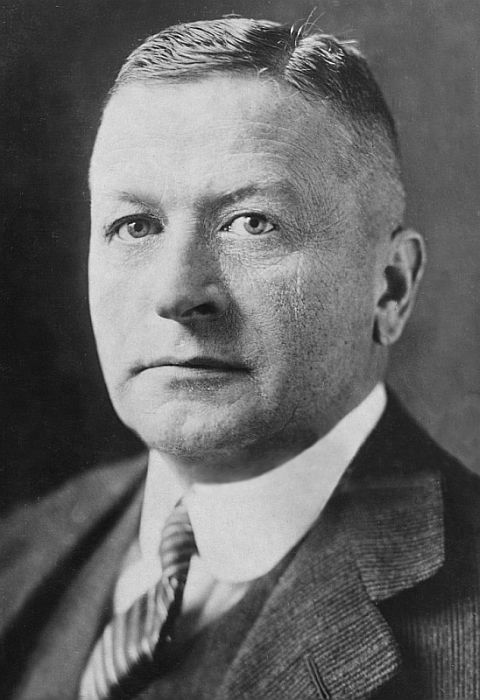
Hugo Ferdinand Simon, 1931

Hugo Ferdinand Simon (* 15. Januar 1877 in Schönbrunn bei Schweidnitz; † 20. August 1958 in Evanston (Illinois), Vereinigte Staaten) war ein deutscher Offizier, Sekretär des Außenministers Rathenau, Leiter des Reparationsreferats im Auswärtigen Amt, Generalkonsul in Chicago und Professor des Staatsrechts an der Northwestern University in Chicago-Evanston.

## Leben und berufliche Laufbahn
Hugo Ferdinand war der Sohn des Majors Felix Simon. Er war verheiratet mit Hanna, geborene Riehl. Nach dem Abitur, welches er 1896 in Glogau absolviert hatte, begann er im Sommersemester desselben Jahres das Jurastudium an der Université de Lausanne. Dort wurde er Mitglied der Société d’Étudiants Germania Lausanne.
Nach dem Studium in Lausanne folgte von 1897 bis 1921 seine Zeit beim Militär. Simon trat als Avantageur in den Militärdienst ein, wurde 1897 zum Sekondeleutnant befördert und kam in das Thüringische Ulanen-Regiment Nr. 6 in Hanau, danach in das Regiment Königs-Jäger zu Pferde Nr. 1. 1908 wurde er zum Großen Generalstab kommandiert und am 22. März 1910 mit der Beförderung zum Rittmeister hierher versetzt. Ab 1913 war er Chef der 4. Eskadron im Jäger-Regiment zu Pferde Nr. 10 in Angerburg.
Mit Ausbruch des Ersten Weltkriegs folgte seine Versetzung in den Generalstab des Höheren Kavallerie-Kommandos Nr. 1, später war Simon Erster Generalstabsoffizier der 6. Kavallerie-Division. Von 1915 bis 1916 war er als Major (seit 22. März 1915) beim Stabe des Generalgouvernements Warschau, dann im Großen Hauptquartier, von 1916 bis 1918 beim Oberkommando der Bug-Armee und später bei der Heeresgruppe  Eichhorn. 1918 wurde er Chef des Stabes der Etappen-Inspektion Nr. 16. Im Februar 1921 wurde er mit der Uniform des Generalstabes als Oberstleutnant aus dem Militärdienst verabschiedet. Parallel studierte er von 1919 bis 1921 Volkswirtschaftslehre und Rechtswissenschaften und wurde, nachdem er seine Dissertation geschrieben hatte, an der Friedrich-Wilhelms-Universität zu Berlin (der heutigen Humboldt-Universität) im Juli 1921 zum Dr. rer. pol. promoviert.
Darauf wurde er im Juni 1921 persönlicher Mitarbeiter des Reichsministers Rathenau im Reichsministerium für Wiederaufbau auf Grund eines Privatdienstvertrages mit Minister Rathenau, dann Chef des Ministerbüros. Er wurde Rathenaus Reisebegleiter nach London, Paris und Cannes. Im Januar 1922 wurde Rathenau zum Außenminister ernannt. Simon verließ das Ministerbüro im April 1922 - 2 Monate vor dem Attentat auf Rathenau – und wechselte in den diplomatischen Dienst des Auswärtigen Amtes. Dort wurde er zum Vortragenden Legationsrat befördert und war ab September 1922 Leiter des Reparationsreferates im Auswärtigen Amt. Im Jahre 1924 wurde er durch den Reichspräsidenten Friedrich Ebert neben Arnold Brecht und Edwin Redslob in den Vorstand der Walther-Rathenau-Stiftung beim Reichsministerium des Innern berufen. Von 1925 bis 1926 war er an der Deutschen Botschaft in London beschäftigt. Er war einer der Mitbegründer der Walther Rathenau Gesellschaft im Jahre 1927. Ab März 1927 wurde er als  deutscher Generalkonsul in Chicago eingesetzt, dessen Amt er sechs Jahre lang innehatte. Nach der Machtübergabe an die Nationalsozialisten in Deutschland wurde er im September 1933 zur Disposition gestellt und 1934 im Alter von 57 Jahren aus dem diplomatischen Dienst verabschiedet. Seitdem war er bis 1946 Professor des Staatsrechts an der Northwestern University in Evanston. Nach seiner Emeritierung war er an seinem Wohnort in Chicago im Stadtteil „Belmont Cragin“ schriftstellerisch tätig.

## Wirken
Simon hatte aufgrund seiner Tätigkeit als persönlicher Mitarbeiter im unmittelbaren Ministerbereich Rathenaus interne Kenntnisse über praktisch alle Vorhaben des Ministers und kannte seinen gesamten Briefwechsel. Im Wintersemester 1924/25 hielt er an der Verwaltungsakademie Berlin Vorträge über Rathenaus Reparationspolitik und lieferte damit erstmals eine ausführliche Analyse der Politik Rathenaus. Die Vortragsreihe verarbeitete er in dem Buch unter dem Titel «Reparation und Wiederaufbau», welches 1925 erschienen ist. Darin stellte Simon historisch zurückgreifend, seine Überlegungen zu Rathenaus Tätigkeit in größere internationale Zusammenhänge. Seine Arbeit kann auch heute noch als sachlich fundierte, kenntnisreiche Schrift gelten.

## Auszeichnungen
- Eisernes Kreuz (1914) II. und I. Klasse
- Ritterkreuz des Königlichen Hausordens von Hohenzollern mit Schwertern
- Ritterkreuz I. Klasse des Albrechts-Ordens
- Österreichische Militär-Verdienstmedaille
- Orden der Eisernen Krone III. Klasse

## Publikationen
- Revolution whither bound? New York, Farrar & Rinehart, inc., 1935.
- Aus Walther Rathenaus Leben. Dresden 1927.
- Reparation und Wiederaufbau. Berlin 1925.
- Vom polnischen Gewerbe – Charakteristik der gewerblichen Entwicklung im alten Polen. (Dissertation) Berlin 1921.
- mit Georg Bernhard: In Memoriam Walther Rathenau, 24. Juni 1922: Erinnerungsblätter, neugedr. f. Harry Graf Kessler im Dez. Weimar 1925.